# Вандерсон ду Карму
Вандерсон ду Карму (порт. Wanderson do Carmo, нар. 18 лютого 1986, Батуріте) 
— бразильський футболіст, що грав на позиції флангового півзахисника, нападника.

## Ігрова кар'єра
Народився 18 лютого 1986 року в місті Батуріте. Вихованець футбольних клубів «Тірадентес», «Ферровиарио» та «Форталеза». Дорослу футбольну кар'єру розпочав 2006 року в основній команді «Форталези», в якій взяв участь лише у 7 матчах чемпіонату.
Протягом 2006–2007 років на правах оренди захищав кольори нижчолігового «Рівер Атлетіко».
Своєю грою за останню команду привернув увагу представників тренерського штабу клубу ГАІС, до складу якого приєднався 2007 року.  Відіграв за команду з Гетеборга наступні три сезони своєї ігрової кар'єри. Більшість часу, проведеного у складі ГАІСа, був основним гравцем атакувальної ланки команди і одним з головних бомбардирів команди, маючи середню результативність на рівні 0,4 голу за гру першості. 2009 року разом з Тобіасом Гисеном став найкращим бомбардиром чемпіонату Швеції, забивши 18 голів.
Влітку 2010 року перейшов у саудівське «Аль-Аглі», але вже через півроку повернувся в ГАІС.
До складу клубу «Краснодар» приєднався в вересні 2012 року. Всього встиг відіграти за краснодарську команду 117 матчів у національному чемпіонаті, в яких забив 37 голів.
З 2017 року один сезон захищав кольори клубу «Динамо» (Москва). 
Протягом 2018 року захищав кольори клубу «Аланьяспор».
2018 року перейшов до клубу «Гельсінгборг», за який відіграв 1 сезон.  Тренерським штабом нового клубу також розглядався як гравець «основи». Завершив професійну кар'єру футболіста виступами за команду «Гельсінгборг» у 2019 році.

## Титули і досягнення
- Найкращий бомбардир чемпіонату Швеції з футболу: 2009 (18 голів)